# Volvo 480

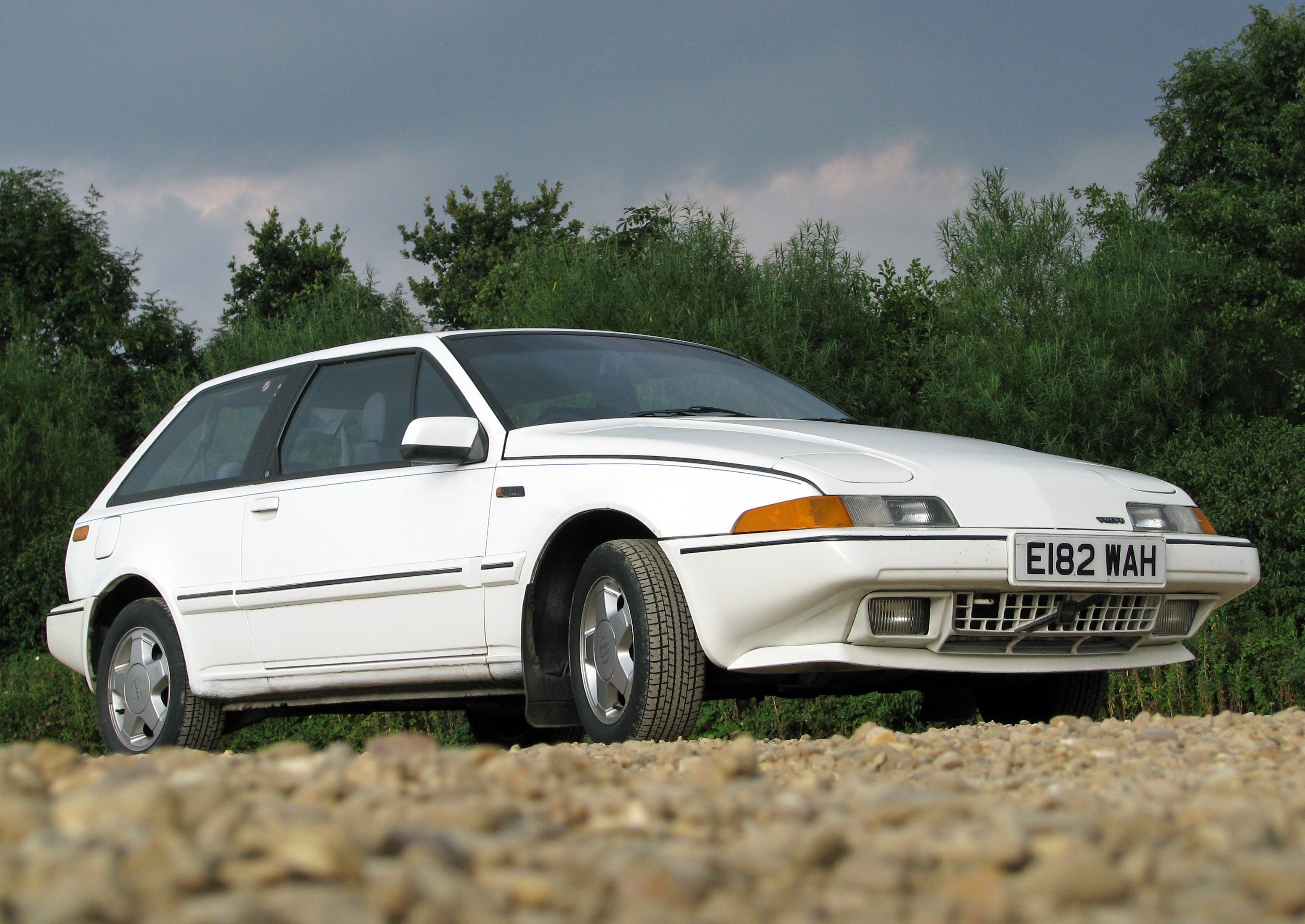
Volvo 480ES 1.7L de 1988 con los faros bajados

El Volvo 480 es un automóvil deportivo compacto que fue producido en Born (Países Bajos) por Volvo entre 1986 y 1995. Fue el primer automóvil con tracción delantera fabricado por Volvo. El 480 estaba disponible en un solo estilo de carrocería sobre una plataforma relacionada con los modelos "hatchback" de cinco puertas y sedán de cuatro puertas Volvo 440.
Cuenta con una inusual carrocería "hatchback" de cuatro asientos y tres puertas, a medio camino entre un "liftback" y un familiar. El 480 se comercializó como cupé en Europa a partir de 1986. Originalmente, estaba destinado a comercializarse en los Estados Unidos como un "cupé deportivo" 2+2 en el otoño de 1987, aunque estos planes se cancelaron debido a la debilidad del dólar durante 1987.

## Desarrollo
Volvo empleó seis años desde el momento en que se concibió el 480, hasta completar su desarrollo, y que finalmente estuviera listo para iniciar la producción. El lanzamiento en la prensa se produjo el 15 de octubre de 1985, pero el 480 se exhibió públicamente por primera vez en marzo, en el Salón del Automóvil de Ginebra de 1986, y estuvo disponible para los compradores en mayo de ese mismo año.
Volvo describió el automóvil como un cuatro plazas con "estilo deportivo", siendo el primer coche de la firma con tracción delantera. La prensa lo describió como una "carrocería estilizada y elegante" en contraste con el tradicional "aspecto de vagón de carga" de Volvo. El 480 fue el primer Volvo de su estilo desde el P1800ES, y el último hasta la presentación del C30. Todos estos modelos presentaban un portón de vidrio sin marco para el acceso al espacio de carga.
El 480 fue producido en Born (Países Bajos), en la factoría donde se construían los automóviles DAF, incluido el DAF 66 basado en Volvo 66, y más tarde, el Volvo Serie 300. El 480 fue el precursor de los modelos Volvo 440 y 460, que se construyeron sobre la misma plataforma.
También se anunció que fue uno de los primeros coches vendidos en Europa con parachoques diseñados para cumplir con las regulaciones NHTSA de los Estados Unidos para resistir un impacto trasero o delantero a 5 millas por hora (8 km/h) sin dañar el motor, las luces ni el equipo de seguridad. Este fue el único Volvo que incluyó faros escamoteables; que se incluyeron para cumplir con los estándares de la NHTSA sobre la altura mínima de los faros compatible con la forma aerodinámica de la carrocería. Sin embargo, aunque estaba previsto vender 25 000 automóviles en el extranjero, la introducción del Volvo 480 en el mercado estadounidense se pospuso indefinidamente en febrero de 1988, citando condiciones desfavorables del mercado y del tipo de cambio del dólar.
La idea era comercializar un automóvil moderno y compacto con tracción delantera con un diseño único de baja altura, dirigido a compradores "entre 25 y 40 años, probablemente con una educación superior a la media y con una carrera". Diseñado por la subsidiaria holandesa de Volvo, el "deportivo 480 ES cupé se introdujo para cambiar la 'imagen desaliñada' del fabricante de automóviles en el segmento del mercado yuppie".
Volvo destacó que el automóvil estaba "bien dotado de electrónica avanzada" y el comunicado de prensa describía en detalle sus novedosas características. El 480 se conducía bien, debido en parte a su suspensión diseñada por Lotus. Los motores Renault de aspiración atmosférica eran fiables.

## Cambios anuales
Los modelos de 1987 estaban disponibles con un sistema de frenos antibloqueo (ABS) como extra opcional.
En 1988, se introdujo una versión Turbo, equipada con un turbocompresor Garrett que aumentaba la potencia de 109 CV (80 kW; 108 HP) a 120 CV (88 kW; 118 HP). El par máximo alcanzaba los 175 N·m (129 lb·pie), en comparación con los 140 N·m (103 lb·pie) del motor de 1.7 L de aspiración atmosférica.
En 1991, el 480 recibió nuevos espejos, reposacabezas para los asientos traseros, así como sutiles modificaciones en la moldura y los parachoques del color de la carrocería. También se introdujo el motor 2.0 de aspiración natural, nuevamente basado en el motor Renault F3.
En 1993, debido a la nueva legislación de la Unión Europea sobre emisiones Euro 1 que implicaba que tenían que instalarse convertidores catalíticos en los motores de gasolina sin plomo, se redujo la potencia y se desarrolló el motor 2.0 L; con un rendimiento de 110 CV (81 kW; 108 HP) y 165 N·m (122 lb·pie). También se ofreció una transmisión automática de cuatro velocidades.
Entre otras características, se incluyó la introducción de un sistema de cierre total mediante el que la llave se podía mantener en la posición de bloqueo para cerrar las ventanas y (si estaba instalado) el techo corredizo. Los módulos CEM anteriores contaban con una función de "paso" para los limpiaparabrisas, por lo que al presionar completamente el pedal del acelerador, los limpiaparabrisas intermitentes se cambiaban al máximo. A principios de 1992 se produjo el primer lanzamiento de ediciones especiales como el "TwoTone" (con pintura de dos tonos).

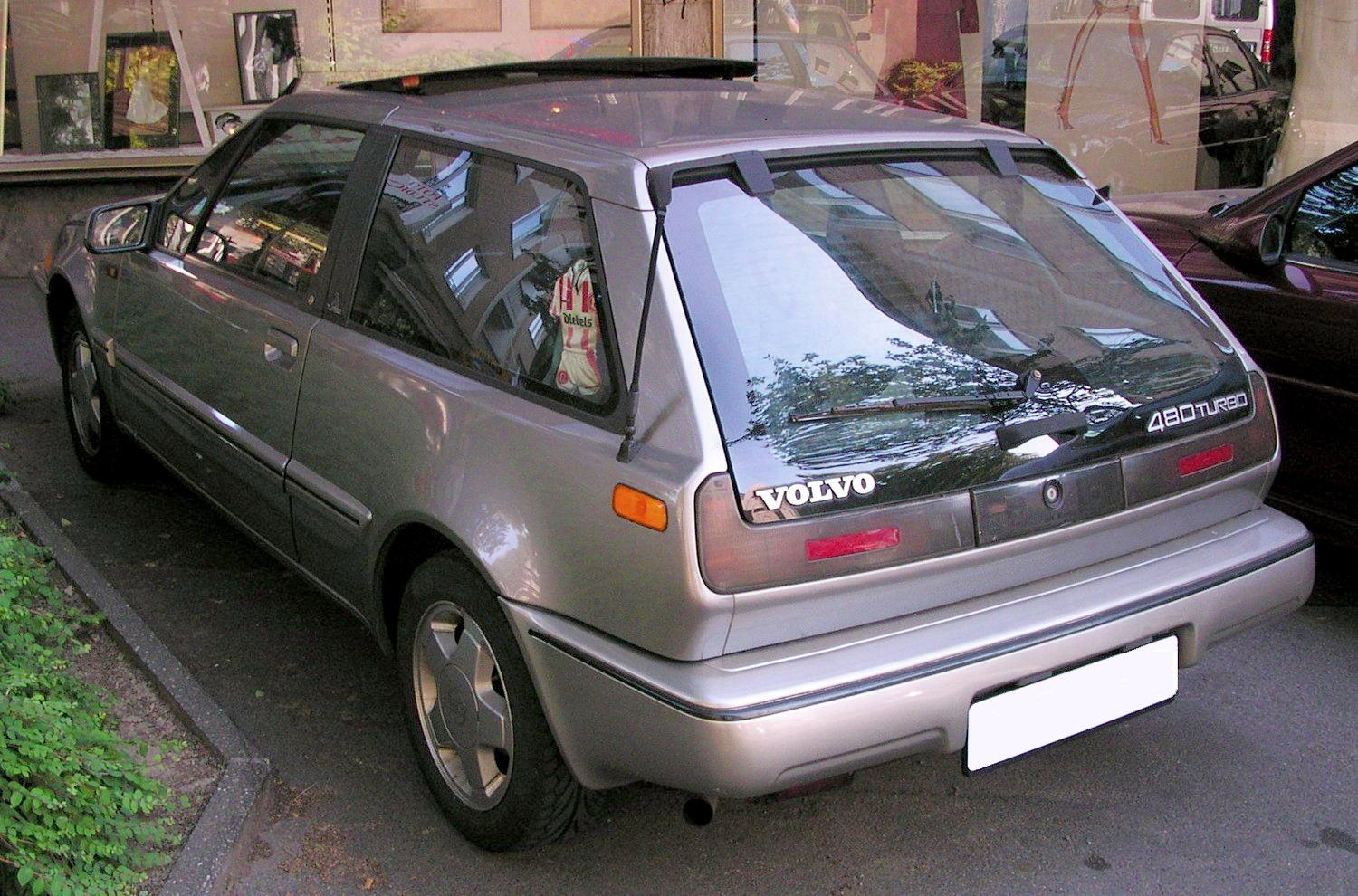
Parte posterior del 480, con su portón trasero

1994 vio el lanzamiento en el Reino Unido de la edición limitada "Celebration" de 480 coches especialmente equipados y numerados. En 1994, el 480 también recibió su última actualización de luces, incorporando unas señales de giro delanteras más visibles. La producción finalizó el 7 de septiembre de 1995. Según el Museo Volvo, entre 1986 y 1995 se fabricaron 76 375 coches en versiones ES y Turbo.

## Legado
Al informar sobre la desaparición del 480 en la revista Car, el periodista Richard Bremner escribió acerca de la combinación de bajo peso y potencia razonable del automóvil. "Esto significaba que existía un cierto desarreglo al tratarse de un volante deportivo, algo bastante radical para una empresa que consideraba que divertirse al volante era tan aceptable como seducir a una monja", comentó. "Dios mío, un Volvo que vale la pena conservar. Y no hay muchos".
También comentó sobre las últimas versiones para el Reino Unido que "Y el 'Celebration' también significó que Europa dijera adiós al cupé DAF mal construido e inútil, con un precio de venta escandaloso de 16 500 libras. Este era el pago por el reproductor de CD, las aleaciones, el cuero y una absurda placa grabada pegada sobre el tablero." "No era un coche deportivo", y la mayoría de ellos tenían "ridículamente poca potencia" y estaban disponibles para los coleccionistas "a precios bajísimos".

## Prototipos

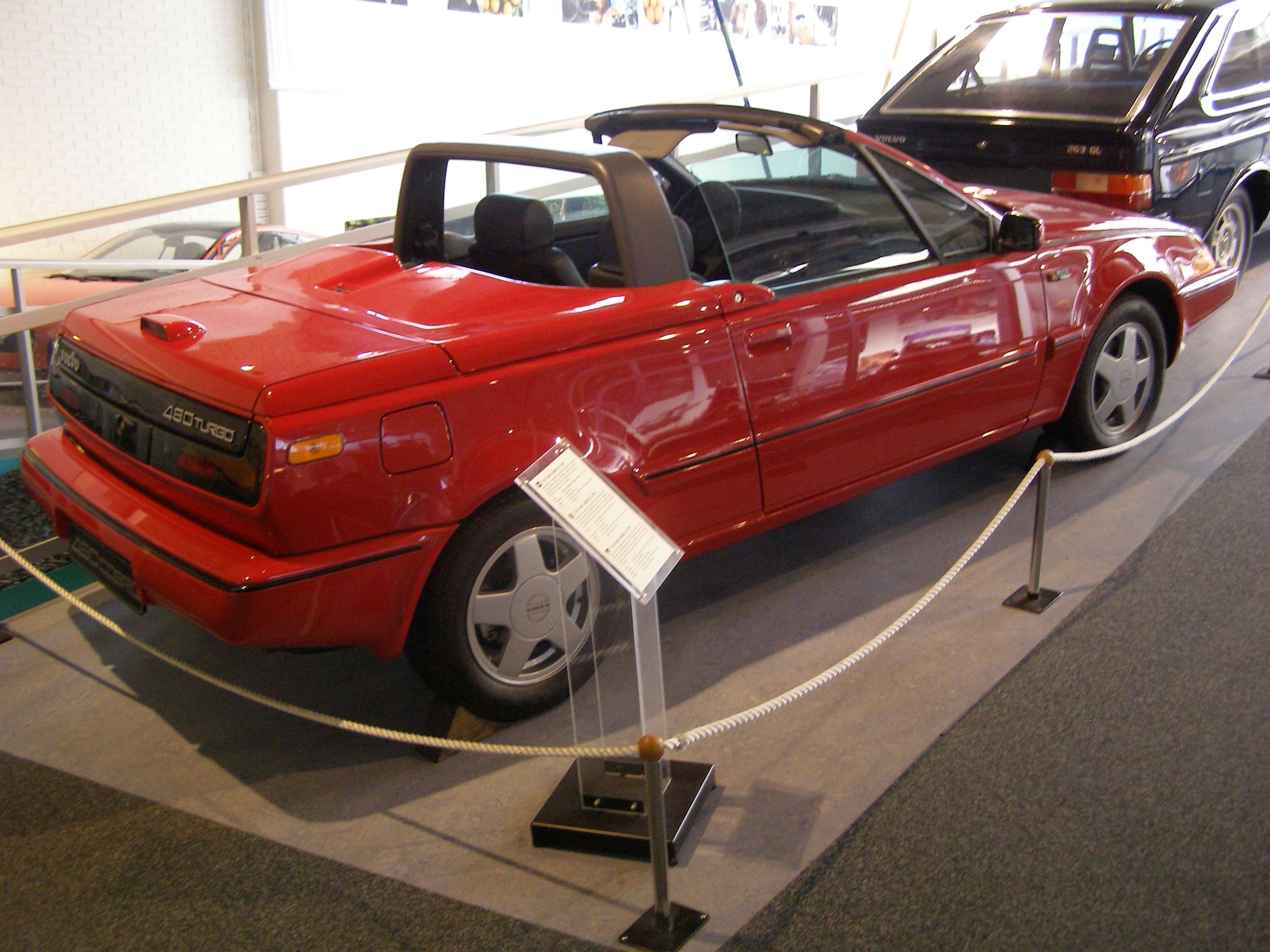
Prototipo del Volvo 480 Cabrio en el Museo Volvo

La fábrica del 480 también construyó varios prototipos, incluido un 480 con transmisión eléctrica, una versión sobrealimentada (G-Lader), una versión con un motor de dieciséis válvulas y una versión con un motor turbo de 2.0 L.
Se anunció a la prensa un descapotable en el verano de 1987, pero no se vio en público hasta el Salón del Automóvil de Ginebra de 1990. Se planeó lanzarlo a principios de 1991, pero no llegó a fabricarse después de que un proveedor se declarara en quiebra y debido a las preocupaciones sobre la protección de seguridad en caso de vuelco.